# Kovioci
Kovioci (Servisch cyrillisch Ковјоци) is een plaats in de Servische gemeente Brus. De plaats telt 156 inwoners (2002).